# Okres Oroszlány
Okres Oroszlány (maďarsky Oroszlányi járás) je jedním z šesti okresů maďarské župy Komárom-Esztergom. Jeho centrem je město Oroszlány.

## Sídla
V okrese se nachází celkem 6 měst a obcí.
Města
- Oroszlány

Obce
- Bokod
- Dad
- Kecskéd
- Kömlőd
- Szákszend